# St. Nikolaus (Gleichamberg)

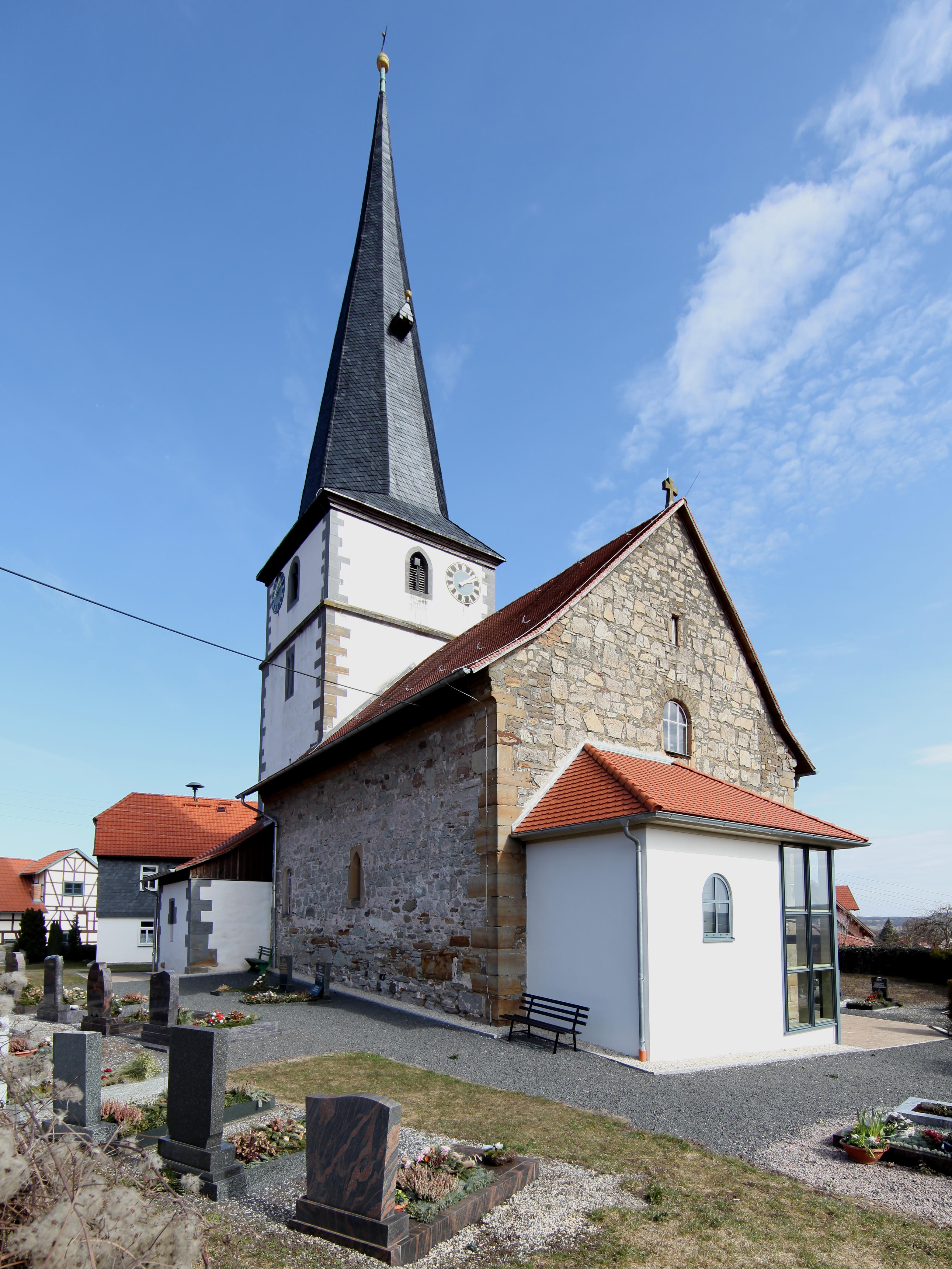
Die Kirche St. Nikolaus

Die denkmalgeschützte evangelische Kirche St. Nikolaus steht im Ortsteil Gleichamberg der Stadt Römhild im Landkreis Hildburghausen in Thüringen und gehört zum Kirchenkreis Hildburghausen-Eisfeld der Evangelischen Kirche in Mitteldeutschland.

## Geschichte und Architektur
Im Mittelpunkt des Dorfes steht die hochgelegene Dorfkirche, die als Zweitnamen St. Alban ungesichert trägt. Zur Befestigung des Hanges, auf dem sich die Kirche und der Friedhof befinden, dienen Mauern aus heimischem Basalt. Darauf stehen drei Terrassen. Der Bau macht den Eindruck einer Wehrkirche, was aber geschichtlich nicht nachgewiesen werden kann.
Die Chorturmkirche ist im Kern ein Werk aus dem 14. Jahrhundert, das zu Ende des 15. Jahrhunderts sowie 1594 (nach Jahreszahlen an den Ecksteinen des Turms) und im 17. Jahrhundert umgebaut wurde. Im Innern sind umlaufende Doppelemporen aus dem 17. Jahrhundert eingebaut, deren obere mit einer Balusterbrüstung versehen ist und die untere in den Brüstungsfeldern gemalte Szenen aus dem Leben Christi zeigt.

## Ausstattung
Die Ausstattung bildet ein in dieser Geschlossenheit seltenes Beispiel einer nahezu vollständig erhaltenen Innenausstattung mit Bemalung aus der Mitte des 18. Jahrhunderts. Im ehemaligen gotischen Chorraum befindet sich eine Empore, die die Orgel trägt. Darunter steht der Altar mit einem Retabel aus dem Jahre 1741, das von Figuren der Apostel Petrus und Paulus flankiert ist. Aus gleicher Zeit stammen die von einer Figur des Moses getragene Kanzel, der Taufstein mit Christusfigur und Kind als Stütze und das Gestühl, dessen Türwangen mit Halbfiguren von Engeln versehen sind. Die Orgel ist ein Werk von Johann Georg Döring aus dem Jahr 1741 mit 12 Registern auf einem Manual und Pedal. Sie wurde 1817 durch Ferdinand Döring umdisponiert. Im Jahr 1917 mussten die Prospektpfeifen für Kriegszwecke abgegeben werden und wurden 1919 durch Zinkpfeifen ersetzt. Bei einer Restaurierung 1980/81 wurde die Orgel teilweise auf den Zustand von 1870 zurückgeführt. Die Disposition lautet:
| I Manual C–d3 |       |      |
| Principal     | 8′    |      |
| Gambe         | 8′    |      |
| Gedackt       | 8′    | 1741 |
| Quintatön     | 8′    | 1741 |
| Octave        | 4′    |      |
| Kleingedackt  | 4′    |      |
| Quinte        | 2 ⁄3′ |      |
| Octave        | 2′    |      |
| Spitzflöte    | 2′    |      |
| Mixtur III    | 2′    |      |

| Pedal C–d1 |     |      |
| Subbaß     | 16′ | 1741 |
| Octavbaß   | 8′  | 1741 |

- Pedalkoppel
- Calcantenzug